# 帕雷德斯德纳瓦
帕雷德斯德纳瓦，是西班牙卡斯蒂利亚-莱昂帕伦西亚省的一个市镇。 总面积129平方公里，总人口2342人（2001年），人口密度18人/平方公里。